# (6159) Andréseloy
(6159) Andréseloy est un astéroïde de la ceinture principale.

## Description
(6159) Andréseloy est un astéroïde de la ceinture principale. Il fut découvert le 30 décembre 1991 à Kushiro par Seiji Ueda et Hiroshi Kaneda. Il présente une orbite caractérisée par un demi-grand axe de 2,29 UA, une excentricité de 0,06 et une inclinaison de 6,9° par rapport à l'écliptique.